# Serkan Çayoğlu
Serkan Çayoğlu (* 31. Mai 1987 in Berlin) ist ein türkischer Schauspieler. Bekannt wurde er in Kiraz Mevsimi, Yeni Hayat, Halka.

## Leben und Karriere
Çayoğlu wurde am 31. Mai 1987 in Berlin geboren. Er studierte an der Friedrich-Alexander-Universität Erlangen-Nürnberg. Sein Debüt gab er 2012 in der Fernsehserie Kuzey Güney. Außerdem trat er in Hande Yeners Musikvideo Ya Ya Ya auf. 2014 war er in der Serie Kiraz Mevsimi zu sehen. Unter anderem bekam er die Hauptrolle in Börü. Dann wurde er 2019 in Halka gecastet. Çayoğlu tauchte 2020 in Yeni Hayat auf. 2022 heiratete er die türkische Schauspielerin Özge Gürel.

## Filmografie
Filme
- 2018: Börü

Serien
- 2012: Kuzey Güney
- 2014: Zeytin Tepesi
- 2014–2015: Kiraz Mevsimi
- 2016: Hayatımın Aşkı
- 2018: Börü
- 2019: Halka
- 2020: Yeni Hayat
- 2021–2022: Bir Zamanlar Kıbrıs
- 2024–2025: Mehmet fetihler sultanı